# Kortkeroszi járás

A Kortkeroszi járás Komiföldön

A Kortkeroszi járás (oroszul Корткеросский район, komi nyelven Кöрткерöс район) Oroszország egyik járása Komiföldön. Székhelye Kortkerosz.

## Népesség
- 2002-ben 23 642 lakosa volt, melynek 71,7%-a komi, 22,3%-a orosz, 2,4%-a ukrán, 0,8%-a fehérorosz.
- 2010-ben 19 658 lakosa volt, melynek 68,4%-a komi, 26,8%-a orosz, 1,9%-a ukrán, 0,6%-a fehérorosz, 0,6%-a német.